# Golden Gloves

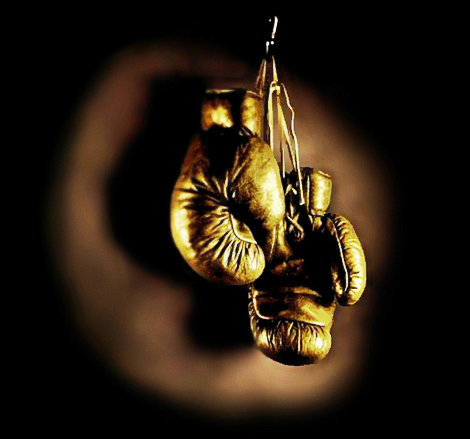
Imagem icônica de um par de luvas douradas. A imagem é datada de 1920

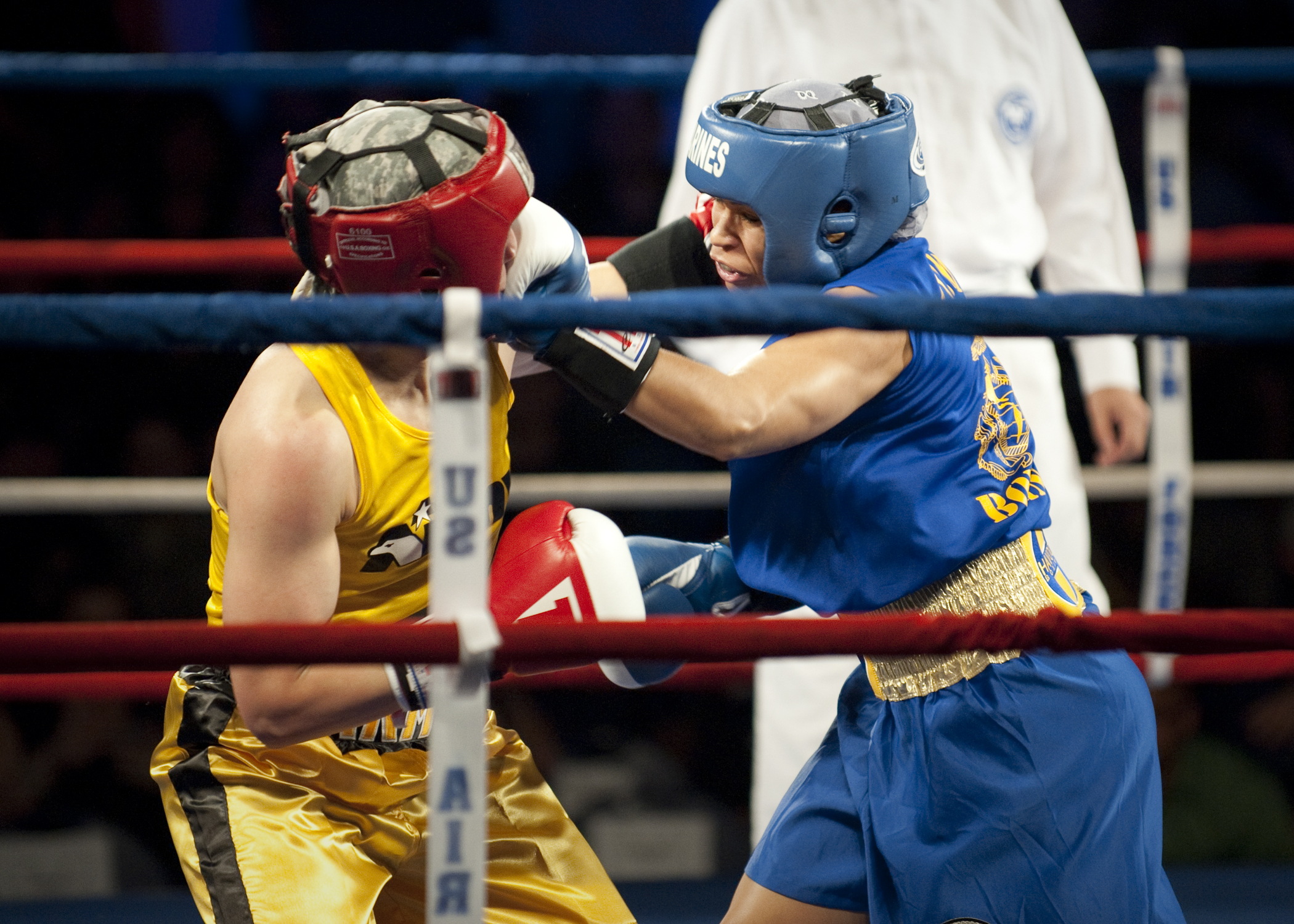
Campeonato Golden Gloves de 2011

Os Golden Gloves (luvas de ouro, em português) são as competições amadoras de boxe dos Estados Unidos. O vencedor leva um par de luvas de ouro, e recebe o título de Golden Glove.
Vários Golden Gloves viraram atletas profissionais de sucesso, tais como Muhammad Ali (1960), Sugar Ray Leonard (1973), Michael Spinks (1974), Johnny Tapia (1984), Mike Tyson (1984), Evander Holyfield (1984), Oscar de la Hoya (1989) e Stipe Miocic (2009).

## Golden Gloves regionais
- Alabama Golden Gloves
- Buffalo Golden Gloves[3]
- Chicago Golden Gloves[4]
- Cincinnati Golden Gloves
- Cleveland Golden Gloves[5]
- Colorado-New Mexico Golden Gloves
- Detroit Golden Gloves
- Florida Golden Gloves[6]
- Hawaii Golden Gloves
- Indiana Golden Gloves[7]
- Iowa Golden Gloves
- Kansas City Golden Gloves[8]
- Kansas-Oklahoma Golden Gloves
- Knoxville Golden Gloves
- Michigan Golden Gloves[9]
- Mid-South Golden Gloves
- Nevada Golden Gloves
- New England Golden Gloves
- New Jersey Golden Gloves
- New York Golden Gloves[10]
- Omaha Golden Gloves
- Oregon Golden Gloves
- Pacific North West Golden Gloves
- Pennsylvania Golden Gloves[11]
- Rocky Mountain Golden Gloves[12]
- St. Louis Golden Gloves[13]
- Syracuse Golden Gloves
- Texas Golden Gloves[14]
- Toledo Golden Gloves
- Tri-State Golden Gloves
- Upper Midwest Golden Gloves
- Washington, D.C. Golden Gloves
- Wisconsin Golden Gloves

## Ligações Externas
- Site Oficial
- Golden Gloves feminino